# Trancoso
Trancoso este un oraș în districtul Guarda, Portugalia.